# Nichijō
Nichijō (日常 (Nhật thường) "thường ngày") hay Nichijou là manga hài hước Nhật Bản do Arai Keiichi (あらゐけいいち) sáng tác và minh họa. Loạt manga bắt đầu từng số phát hành vào tháng 12 năm 2006 của tạp chí Shōnen Ace thuộc Kadokawa Shoten, và ngoài ra đăng tuần tự từng số phát hành bởi Comptiq từ giữa tháng 3 năm 2007 đến tháng 7 năm 2008. Kadokawa Shoten xuất bản chín tập tankōbon của loạt manga, với tập thứ 10 và cũng là cuối cùng được phát hành vào tháng 12 năm 2015. Cốt truyện đặt trong một thành phố ngoại ô Nhật Bản, Nichijō chứa đựng việc bố trí toàn bộ các nhân vật, những khoảnh khắc miêu tả từ cuộc sống hằng ngày của họ xen kẽ giữa đời thường và bất thường kỳ quặc, không có nhiều sự tập trung vào một câu chuyện.
Một anime chuyển thể 26 tập được đạo diễn bởi Ishihara Tatsuya và được sản xuất bởi Kyoto Animation phát sóng toàn Nhật Bản từ giữa tháng 4 đến tháng 9 năm 2014, sau đó một OVA (original video animation) sớm được phát hành vào 3 năm 2014. Một game PlayStation Portable bởi Vridge và Kadokawa Games phát hành vào 28/07/2011, với tiêu đề Nichijō: Uchuujin.
Loạt manga và anime được cấp phép ban đầu tại Bắc Mỹ bởi Bandai Entertainment vào 7 năm 2011, nhưng cả hai phiên bản đều bị hủy bỏ do thu hẹp quy mô của công ty. Loạt manga được cấp phép sau đó để xuất bản tiếng Anh bởi Vertical, với tập đầu tiên phát hành vào quý II, 2016. Loạt anime được cấp phép bởi Madman Entertainment vào năm 2011 phân phối cho Úc và New Zealand, phát hành DVD vào tháng 4 và tháng 5 năm 2013.
Bản chuyển thể anime ban đầu nhận được nhiều lời khen ngợi từ các nhà phê bình phương Tây, những người khen ngợi chất lượng hoạt hình nhưng cho rằng nó thiếu tính hài hước và nội dung nhất quán. Tuy nhiên, các bài đánh giá hồi cứu kể từ đó đã mang lại cho bộ truyện sự tán thưởng cao từ giới phê bình vì trái tim và bộ phim hài siêu thực, với nhà phê bình Nick Creamer coi nó là một trong những "bộ anime hài hay nhất mọi thời đại". 

## Cốt truyện
Nichijō đi theo cuộc sống hằng ngày của nhiều người khác nhau trong thành phố của Tokisadame, phần lớn tập trung vào các hoạt động hoạt náo của Yūko Aioi - một cô gái năng nổ và vui vẻ, Naganohara Mio - một mangaka thông minh và hoạt bát, Minakami Mai trầm tĩnh và bộ mặt bất động, Shinonome Nano - một robot hay lo lắng về chiếc ốc vít đằng sau lưng, Shinonome Hakase - một cô bé 8 tuổi như một giáo sư sáng tạo, cùng một con mèo biết nói tên là Sakamoto. Ngoài ra, những nhân vật có liên quan đến câu truyện như các giáo viên, tiền bối, phụ huynh của các nhân vật chính làm cho cốt truyện sống động, hài hước hơn. Các sự việc ngẫu nhiên hoặc kỳ lạ của câu chuyện thường xuyên xảy ra trong suốt cốt truyện, phần lớn xuyên suốt các tình huống đời thường của mỗi tuyến nhân vật trải qua, không thể tập trung vào một cuộc sống đơn lẻ.
Trong anime, Nano nhận được nhiều trường đoạn cốt truyện rất nổi bật và đáng chú ý. Nửa đầu của Nichijō gắn liền những ao ước của cô gái để trở thành một nữ sinh cao trung, trong khi đó nửa sau của anime là cách đối phó với những sự lo ngại của chính cô gái trong việc khám phá ra việc trở thành một người máy có nhân tính trong thời gian tại trường học cùng với Yūko, Mio và Mai. Các họa tiết chủ yếu liên quan đến trọng tâm chính của series được đặt trong các địa điểm thích hợp suốt mỗi tập phim, một số trong các chuyển thể của nó đến từ manga Helvetica Standard của Arai.

## Nhân vật

### Nhân vật chính
Yūko Aioi (相生 祐子, Aioi Yūko)
Lồng tiếng bởi: Mariko Honda
Yuuko là một nữ sinh trung học mười sáu tuổi năng động với mái tóc ngắn màu nâu. Mong muốn chính trong cuộc sống của Yuuko là làm cho mỗi ngày trở nên vui vẻ và thú vị hơn bình thường, thường là bằng chi phí của người khác hoặc của chính cô ấy. Vì thường lười làm bài tập về nhà nên cô luôn chép bài của Mio hoặc Mai. Mặc dù nhìn chung cô ấy là một người dễ tính nhưng tâm trạng của cô sẽ thay đổi ngay lập tức khi bị xúc phạm. Cô ấy thường chào mọi người bằng câu cửa miệng "selamat pagi" (tiếng Mã Lai và tiếng Indonesia có nghĩa là "chào buổi sáng") nhằm làm cho những lời chào đơn giản trở nên thú vị hơn.
Mio Naganohara (長野原 みお, Naganohara Mio)
Lồng tiếng bởi: Mai Aizawa
Mio là một cô gái tươi sáng và vui vẻ với mái tóc màu xanh lam nhạt được tết thành bím và được giữ bằng hai khối gỗ nhỏ, đó là đặc điểm dễ nhận biết nhất của cô. Cô ấy phải lòng Kōjirō. Mặc dù có vẻ ngoài bình thường so với những người bạn Yuuko và Mai, Mio lại có tính tình rất nóng nảy, dễ nổi cơn thịnh nộ và có hành vi bạo lực để tránh bị sỉ nhục, thậm chí còn hành hung một sĩ quan cảnh sát để giữ cho bản thảo yaoi của cô không bị phát hiện. Cô thường phải chiều Yuuko để cô ấy vui. Là một họa sĩ tài năng, cô ấy thỉnh thoảng vẽ những bức tranh đồng tính về Kōjirō trong sổ tay của mình và dưới một bút danh nam, đã tham gia một số manga khiêu dâm vào các cuộc thi hứa hẹn sẽ xuất bản nhiều kỳ cho người chiến thắng. Gần cuối manga, Mio cuối cùng đã giành chiến thắng trong một trong những cuộc thi mà cô tham gia, mặc dù không biết liệu cô có thực sự chấp nhận lời đề nghị của nhà xuất bản hay không do chứng hoang tưởng về nghệ thuật của mình. Cô ấy mười sáu tuổi. Theo giấc mơ của Yuuko, những khối lập phương trên tóc cô được cho là tạo tác ma thuật từ một con khí cầu Zeppelin của Vương quốc Fey rơi xuống đầu cô.
Mai Minakami (水上 麻衣, Minakami Mai)
Lồng tiếng bởi: Misuzu Togashi
Mai là một cô gái trầm tính và thông minh, đeo kính. Trước các sự kiện của bộ manga, Mai từng sống ở Alaska và chuyển đến Nhật Bản do công việc của cha cô. Có thể vì điều này mà Mai bị mê hoặc bởi các đền thờ Thần đạo và sẽ luôn ghé thăm bất cứ khi nào cô nhìn thấy chúng. Cô ấy xuất sắc trong nhiều hoạt động, bao gồm câu cá, chạm khắc gỗ và đấu vật tay. Mặc dù có thái độ thanh thản và khá vô cảm, cô có khiếu hài hước lập dị và thường khiêu khích Yuuko bằng nhiều trò đùa khác nhau để đánh giá phản ứng của cô ấy, khiến Yūko cảm thấy thất vọng. Cô có hai chú chó cưng tên là Oguri Cap và Pyon.
Nano Shinonome (東雲 なの, Shinonome Nano)
Lồng tiếng bởi: Shizuka Furuya
Nano là một nữ sinh android do Giáo sư chế tạo. Dù mới một tuổi nhưng cô bé đã có chiều cao và ngoại hình của một thiếu niên bình thường. Cô lo lắng về việc giữ kín danh tính robot của mình với người khác, mặc dù chiếc chìa khóa lên dây cót lớn trên lưng cô cho thấy điều đó khá rõ ràng. Tay chân của cô ấy đôi khi sẽ rời ra, để lộ những vật phẩm mà Giáo sư đã cài đặt vào hệ thống mà cô không hề hay biết, từ vũ khí bắn tia cho đến bánh cuộn Thụy Sĩ. Cô ấy hành động như người chăm sóc Giáo sư, dành cả ngày để giúp đỡ cô và làm mọi công việc nhà. Mục tiêu chính trong cuộc sống của Nano là được đến trường, điều mà cuối cùng Giáo sư đã cho phép, dẫn đến việc cô kết bạn với nhóm bạn của Yūko. Mặc dù về mặt kỹ thuật thì cô ấy chưa bao giờ được sinh ra nhưng "sinh nhật" của cô ấy là ngày 7 tháng 3.
Giáo sư (Hakase) (はかせ, Hakase)
Lồng tiếng bởi: Hiromi Konno
Giáo sư là một nhà khoa học tám tuổi thông minh. Cô đã tự mình chế tạo Nano và thường thực hiện nhiều điều chỉnh khác nhau cho cô ấy, nhưng kiên quyết từ chối tháo chìa khóa lên dây cót trên lưng vì cho rằng nó rất dễ thương. Động vật yêu thích của cô là cá mập. Cô không đến trường vì đã tốt nghiệp và thay vào đó cô ấy dành cả ngày để chơi đùa trong nhà. Bất chấp trí thông minh của mình, cô ấy hầu như luôn hành động như một đứa trẻ hư hỏng, nổi cơn thịnh nộ để đạt được thứ mình muốn. Cô ấy thích ăn vặt, chơi đùa và cá mập. Cô cũng thích dành thời gian với bạn bè của Nano, đặc biệt là Yuuko do cô bé tán thành "những thứ hay ho" và Mai vì cô ấy tặng socola và những bức vẽ có chủ đề cá mập cho cô bé. Ban đầu cô bé không thích Mai vì Mai để chó dồn cô bé và Sakamoto trên đường, nhưng lại cảm thấy ấm lòng hơn khi Mai vẽ một con cá mập cho cô.
Sakamoto (阪本, Sakamoto)
Lồng tiếng bởi: Minoru Shiraishi
Sakamoto là một con mèo đen và là con đực. Nó đeo một chiếc khăn quàng cổ màu đỏ do Giáo sư làm, giúp nó có thể nói chuyện. Ban đầu nó tên là Taisho và là thú cưng của Kana cho đến khi nó rơi ra khỏi cửa sổ nhà cô. Sau đó nó được Giáo sư tìm thấy trước khi xuất hiện một cách bí ẩn tại Phòng thí nghiệm Shinonome. Nó quyết định ở lại với Nano và Giáo sư vì ngôi nhà tương đối xa hoa của nó, trái ngược với việc Kana thường xuyên vô tình bỏ mặc. Trong tuổi mèo, nó 20 tuổi, lớn hơn cả Nano và Giáo sư, và cố gắng hành động như người lớn trong nhà, nhưng đôi khi nó không thể khuất phục được thói quen giống mèo đáng xấu hổ của mình. Một trò đùa là xu hướng của nó để chịu đựng sự lạm dụng thể chất khủng khiếp một cách hài hước của Giáo sư, thường là dưới dạng một cái bẫy trẻ con hoặc sợi dây thòng lọng mà cô bé dùng để dắt nó đi.

### Giáo viên
Izumi Sakurai (桜井 泉, Sakurai Izumi)
Lồng tiếng bởi: Mami Kosuge
Izumi là một giáo viên trẻ, thường xuyên bối rối và dễ sợ hãi. Cô là giáo viên tiếng Anh, cố vấn nghề nghiệp và cố vấn học đường. Cô cố gắng thực thi các nội quy của trường, nhưng thường không thể đạt được nhiều thành tựu do tính thụ động của mình. Mặc dù thường xuyên lo lắng và bị thúc đẩy ở trường, cô ấy dũng cảm hơn một chút khi nói về em trai mình là Makoto, khi đối đầu với cậu về một cuốn tạp chí khiêu dâm được tìm thấy trong phòng cậu ấy.
Manabu Takasaki (高崎 学, Takasaki Manabu)
Lồng tiếng bởi: Tetsu Inada
Manabu là một giáo viên nam có tình cảm lãng mạn với Izumi nhưng không thể nói với cô ấy vì anh nghĩ quá nhiều và quá ngại ngùng để thừa nhận điều đó. Những cảm xúc này đã khiến anh trở thành cố vấn câu lạc bộ bóng đá sau khi Makoto hối lộ anh bằng những bức ảnh của em gái anh.
Hiệu trưởng (Shinonome) (校長先生 (東雲) , Kōchō-sensei (Shinonome)
Lồng tiếng bởi: Chō
Là hiệu trưởng bị hói trung niên của trường trung học Tokisadame, nơi diễn ra một phần của câu chuyện. Mặc dù được biết đến với những trò đùa và cách chơi chữ cũ mà hầu hết mọi người đều không biết đến, nhưng ông là một đô vật tài năng. Ông được gọi là "Hiệu trưởng Shinonome" ngụ ý rằng ông có thể là cha hoặc họ hàng của Giáo sư, nhưng điều này chưa bao giờ được tiết lộ trong truyện.
Hiệu phó (Kōsuke Ōra) (教頭先生 (邑楽 耕介) , Kyōtō-sensei (Ōra Kōsuke)
Lồng tiếng bởi: Hiroshi Naka
Hiệu phó là người đeo kính và đeo cà vạt màu vàng. Ông ta ghét Hiệu trưởng và không giấu giếm những điều ác ý mà ông ta làm với ông. Ông ta từng là hiệu trưởng trước đây của trường và vô cùng cay đắng về việc bị giáng chức, đến mức ông bắt đầu uống rượu rất nhiều và gửi những lời nguyền chết chóc hàng ngày cho Hiệu trưởng. Việc uống rượu liên tục và căng thẳng đã hủy hoại hoàn toàn cơ thể của ông ấy, và ông tự mô tả mình là người luôn tránh xa bệnh suy gan chỉ sau một lần uống rượu.
Kana Nakamura (中村 かな, Nakamura Kana)
Lồng tiếng bởi: Kaoru Mizuhara
Kana là một giáo viên khoa học luôn quan tâm đến bản chất robot của Nano. Cô ấy liên tục lên kế hoạch bắt Nano để nghiên cứu, nhưng âm mưu của cô luôn phản tác dụng, chả hạn như uống cà phê từ cùng một chiếc bình có pha thuốc an thần mà cà phê dành cho Nano được làm từ đó. Vì vậy, việc cô không đến lớp thường xuyên là một trò đùa, cô đã ngất xỉu sau một lần trốn chạy, dẫn đến nhiều học sinh hỏi: "Cô Nakamura lại suy sụp nữa phải không?"

### Học sinh
Kōjirō Sasahara (笹原 幸治郎, Sasahara Kōjirō)
Lồng tiếng bởi: Yoshihisa Kawahara
Kōjirō là một nam sinh trung học hào hoa, hành động như một luật sư quý tộc trong khi thực tế gia đình anh chỉ là nông dân. Anh thích cưỡi con dê Kojirō (được đặt theo tên của mình) đến trường và thường được nhìn thấy đi cùng quản gia của anh. Anh rất dịu dàng và mặc dù không có nhiều bạn bè nhưng lại là đối tượng được hầu hết các cô gái trong trường yêu mến, nhưng lại cư xử giống như bất kỳ chàng trai tuổi teen nào khác, điều mà hầu hết các cô gái đều cố tình phớt lờ để giữ gìn hình ảnh tinh thần "Hoàng tử quyến rũ" của họ về anh ấy. Kōjirō từng học kiếm đạo với Yoshino, Mio và Misato, điều này khiến hai người sau nảy sinh tình cảm với anh ấy.
Misato Tachibana (立花 みさと, Tachibana Misato)
Lồng tiếng bởi: Chika Horikawa
Misato là một nữ sinh trung học có mái tóc màu đào, thường hành động như một tsukkomi đối với Kōjirō bất cứ khi nào anh làm bất cứ điều gì chọc tức cô. Tuy nhiên, Misato thực hiện điều này bằng cách bắn anh bằng nhiều loại súng và vũ khí hạng nặng không biết từ đâu xuất hiện. Trên thực tế, Misato có tình cảm với Kōjirō, nhưng do thái độ tsundere của mình, cô liên tục phủ nhận tình cảm của mình hoặc bắn Kōjirō nếu anh làm phiền cô.
Tsuyoshi Nakanojō (中之条 剛, Nakanojō Tsuyoshi)
Lồng tiếng bởi: Kazutomi Yamamoto
Tsuyoshi là một học sinh mười lăm tuổi với đôi mắt giản dị và mái tóc mohawk màu vàng tự nhiên mà anh rất ghét. Anh muốn trở thành một nhà khoa học trong tương lai và do đó không tin vào siêu nhiên, nhưng những nỗ lực bác bỏ các hiện tượng siêu nhiên của anh thường kết thúc bằng bằng chứng về việc chúng đã được "xác nhận" hoặc gây ra những tình huống xấu hổ cho anh ấy.
Haruna Annaka (安中 榛名, Annaka Haruna)
Lồng tiếng bởi: Kaori Sadohara
Haruna là một cô gái có dải ruy băng lớn trên đầu. Đôi khi cô ấy gặp phải những người điên khiến cô bối rối. Cô ấy thích đọc truyện tranh.
Kenzaburō Daiku (大工 健三郎, Daiku Kenzaburō)
Lồng tiếng bởi: Ryota Yoshizaki
Kenzaburō là một anh chàng tóc nâu, là chủ tịch câu lạc bộ bóng đá-cờ vây do anh thành lập mà không hề biết rằng đây là một môn thể thao thực sự. Câu lạc bộ cuối cùng đã trở thành một đội hợp pháp nhờ có một lượng lớn cầu thủ có kỹ năng đột ngột và từ đó đã vô địch giải đấu cấp tỉnh và đang hướng tới giải vô địch quốc gia, nhưng Kenzaburo giờ tự hỏi tại sao anh ấy lại ở lại đội, vì câu lạc bộ đã trở nên xa vời từ mục đích ban đầu của anh là biến nó là một nơi để thư giãn. Người cha giàu có của anh là chủ tịch của Công nghiệp Daiku, công ty sở hữu nhiều cơ sở kinh doanh mà các nhân vật chính ghé thăm.
Yuria Sekiguchi (関口 ユリア, Sekiguchi Yuria)
Lồng tiếng bởi: Ai Hirosaka
Yuria là một cô gái trầm tính và là thành viên của câu lạc bộ bóng đá-cờ vây. Cô phải lòng Kenzaburō và ở lại câu lạc bộ để anh không cô đơn. Giống như Tsuyoshi, cô ấy cũng có đôi mắt giản dị.
Makoto Sakurai (桜井 誠, Sakurai Makoto)
Lồng tiếng bởi: Takahiro Hikami
Makoto là em trai của Izumi, người tham gia câu lạc bộ bóng đá-cờ vây. Anh ấy rất giỏi môn thể thao này và giúp câu lạc bộ phát triển bằng cách hối lộ Manabu để trở thành cố vấn của họ với những bức ảnh về em gái anh trong những năm trung học của cô ấy.
Tanaka (田中)
Lồng tiếng bởi: Kota Yamaguchi
Tanaka là một anh chàng đội một bộ tóc giả lớn màu đen. Anh ấy là bạn của Tsuyoshi.
Weboshī (ウェボシー)
Lồng tiếng bởi: Yoko Tamaoki
Weboshī là bạn cùng lớp tóc xanh của Misato và buộc tóc đuôi ngựa. Tên thật của cô ấy vẫn chưa được biết.
Fe (フェっちゃん)
Lồng tiếng bởi: Yumi Higuchi
Fe là bạn cùng lớp tóc cam của Misato. Cô ấy kết thúc câu nói của mình bằng "fe". Tên thật của cô vẫn chưa được biết.
Mihoshi Tachibana (立花 みほし, Tachibana Mihoshi)
Lồng tiếng bởi: Manami Honda
Mihoshi là em gái của Misato và là một học sinh kiếm đạo. Cô ghen tị với tiền bối Yoshino vì cực kỳ tài năng dù hiếm khi luyện tập.
Yoshino Naganohara (長野原 よしの, Naganohara Yoshino)
Lồng tiếng bởi: Motoko Kobayashi
Yoshino là chị gái dễ tính của Mio đang học đại học. Cô ấy thích mặc trang phục và thường chơi khăm người khác. Cô cũng là tiền bối của Misato và Mihoshi về kiếm đạo, một môn thể thao mà cô ấy có năng khiếu bẩm sinh, nhưng không thường xuyên tập luyện ở võ đường.

## Truyền thông

### Manga
Nichijō bắt đầu là một loạt manga viết và minh họa bởi Arai Keiichi. Manga sử dụng một sự kết hợp của định dạng manga thông thường và manga Yonkoma dạng cột. Ban đầu, manga có ý muốn trở thành một series ngắn và độc lập đăng từng số trên tạp chí Shōnen Ace thuộc Kadokawa Shoten phát hành từ giữa 5/2006 đến 10/2006. Bắt đầu phát hành từ 12 năm 2006, manga đăng định kỳ trên Shōnen Ace, và cũng đăng từng số trên tạp chí Comptiq của Kadokawa từ tháng 3 năm 2007 đến tháng 7 năm 2008. Tập tankōbon đầu tiên được phát hành tại Nhật Bản vào 26 tháng 7 năm 2007, cũng vào 10 tháng 12 năm 2013 cả chín tập đã được xuất bản. Loạt manga dài kỳ sẽ kết thúc với tập 10 của nó, được phát hành vào 10 tháng 12 năm 2015, kèm theo một ấn bản giới hạn kỷ niệm lần thứ 10 của manga dài kỳ, bao gồm một cuốn sách đồng hành 120 trang.
Bandai Entertainment ban đầu được cấp phép cho manga vào 7 năm 2011, nhưng sau đó hủy bỏ phát hành nó bởi tinh giảm biên chế của công ty vào tháng 10. JManga, một diễn đàn công nghệ manga Mỹ đã có đủ khả năng phát hành tập 4 đầu tiên của manga thông qua website của họ trước khi đóng cửa vào tháng 5 năm 2013. Loạt manga dài kỳ sau đó được cấp phép để phát hành tiếng Anh bởi Vertical, với tập đầu tiên được phát hành vào Q2, 2016. Bắt đầu tháng 1 năm 2012, manga đã được phát hành ở Phần Lan bởi Punainen Jättiläinen dưới tên gọi Arki, trong tiếng Phần Lan để thay cho "weekday - ngày thường". Nó được biên dịch bên trong Phần Lan bởi Antti Kokkonen.

### Anime
Kyoto Animation đã chuyển thể manga Nichijou thành phim truyền hình anime dài 26 tập và tập phim hoạt hình gốc (OVA). Bản chuyển thể anime được công bố lần đầu tiên vào ngày 22 tháng 5 năm 2010 thông qua số tháng 7 của tạp chí Shōnen Ace. OVA, có tựa đề Nichijou Episode 0, do Kazuya Sakamoto đạo diễn và đính kèm dưới dạng DVD phụ với tập sáu của bộ manga vào ngày 12 tháng 3 năm 2011. Nhà soạn nhạc bộ truyện Yūji Nomi đã dàn dựng nhạc nền ở Hungary. Bộ anime được phát sóng tại Nhật Bản trên TV Aichi từ ngày 3 tháng 4 đến ngày 25 tháng 9 năm 2011, với tập cuối được viết bởi Arawi, tác giả của manga gốc. Nó cũng được Crunchyroll phát sóng dưới tên My Ordinary Life. Bộ truyện đã được biên tập lại thành 12 tập để phát sóng trên kênh NHK Educational TV vào tháng 1 năm 2012.  Bộ truyện cũng kết hợp các tiểu phẩm từ manga khác của Arawi, Helvetica Standard  (ヘルベチカスタンダード, Herubechika Sutandādo) , tức là được đăng trên tạp chí Newtype của Kadokawa Shoten. Bandai Entertainment ban đầu đã cấp phép cho anime, nhưng việc phát hành sau đó đã bị hủy bỏ. Tuy nhiên, Madman Entertainment đã cố gắng phát hành bộ truyện này ở Úc và New Zealand chỉ với phụ đề. Phim được phát hành dưới dạng một tuyển tập gồm hai phần, mỗi phần gồm 13 tập. Phần đầu tiên được phát hành vào ngày 11 tháng 4 năm 2013, trong khi phần thứ hai được phát hành vào ngày 9 tháng 5 năm 2013. Funimation sau đó đã cấp phép cho bộ truyện ở Bắc Mỹ và phát hành vào ngày 7 tháng 2 năm 2017 với phụ đề. Funimation đã phát hành lại bộ truyện với bản lồng tiếng vào ngày 23 tháng 7 năm 2019. Vào ngày 13 tháng 12 năm 2021, Funimation đã phát hành hai phiên bản Blu-ray của anime Nichijou cho Vương quốc Anh và Ireland; một phiên bản tiêu chuẩn và một phiên bản giới hạn bao gồm hộp cứng, một cuốn sách nghệ thuật 40 trang và sáu tấm thẻ nghệ thuật. Bản lồng tiếng Anh của bộ truyện do Funimation sản xuất đã có trên dịch vụ Crunchyroll từ tháng 3 năm 2022.

### Trò chơi điện tử
Một trò chơi điện tử PlayStation Portable có tựa đề Nichijou: Uchuujin (日常（宇宙人, lit. Everyday: Alien) do Vridge phát triển và Kadokawa Shoten xuất bản được phát hành độc quyền tại Nhật Bản vào ngày 28 tháng 7 năm 2011. Trong trò chơi , người chơi sẽ vào vai một nhà sản xuất của "Galaxy TV" điều hành anime chuyển thể từ manga, với mục tiêu là giữ xếp hạng cao bằng cách quyết định chính xác tình huống bất thường nào sẽ được đưa vào chương trình. Tạp chí game Nhật Bản Famitsu đã cho trò chơi số điểm 27/40 dựa trên bốn bài đánh giá riêng lẻ.

## Bán và tiếp nhận
Bộ truyện tranh Nichijou đã bán được 1.005.300 tập tankōbon trong năm 2011, đạt vị trí thứ 49 trong bảng xếp hạng bộ truyện tranh bán chạy nhất năm do Oricon phát hành. 
Theo đạo diễn hoạt hình Shunji Suzuki, anime Nichijou được cho là có doanh số bán BD và DVD thấp, và không tiến gần đến mức hòa vốn. Tập DVD đầu tiên đã bán được 924 bản trong tuần đầu tiên bán ra, trong khi tập BD thứ hai và thứ tư bán được hơn 2.000 bản mỗi tập trong tuần đầu tiên. 
Nhà phê bình Carl Kimlinger của Anime News Network (ANN) đã cho bảy tập đầu tiên của bộ truyện là điểm B, nói rằng anime là một "bộ phim hài đời thường với thiên hướng điên rồ và thích sự dễ thương có thể ôm được...", khen ngợi đặc biệt là hoạt hình sống động của loạt phim của Kyoto Animation: "cơ hội hiếm có để thấy các nhà làm phim hoạt hình tài năng thực sự yêu thích nghệ thuật của họ."  Nhà phê bình ANN Theron Martin đã tuyên bố trong bài đánh giá của mình về "Nichijou Tập 1" rằng mặc dù bộ truyện có khả năng giải trí nhưng nó "hoàn toàn không phải là một bộ truyện dành cho tất cả mọi người". Chris Beveridge của Mania.com hiện không còn tồn tại đã xem lại bốn tập đầu tiên, cho điểm thấp hơn của mỗi tập tiếp theo (B cho tập 1, D+ ở tập 4). Beveridge đã tuyên bố trong bài đánh giá của mình về tập 4 rằng "[Nichijou là] đầy lông tơ và vô nghĩa đến mức thật khó để say mê." 
Sau khi phát hành Blu-ray Nichijou ở Bắc Mỹ vào tháng 2 năm 2017, Nick Creamer của ANN đã đưa ra đánh giá rất tích cực cho bộ truyện, coi đây là "một trong những bộ anime hài hay nhất mọi thời đại", trái ngược với những lời khen ngợi dành riêng trước đó của người đánh giá khác. Creamer nói rằng "Là một bộ sưu tập đầy hỗn loạn các tiểu phẩm điên rồ, Nichijou là một thành công không gì sánh bằng.... Được ban phước bởi một số hoạt hình đẹp nhất trong ký ức gần đây, gần như mọi trò đùa đều được nâng lên thành một loại nào đó vẻ đẹp siêu thực. Ngoài ra, cảm xúc sâu sắc của bộ phim cũng mạnh mẽ như tính hài hước của nó." Beveridge cũng sẽ xem xét lại quan điểm tiêu cực của mình về bộ truyện vào năm 2017, cho điểm A+. Anh ấy nói rằng "[Nichijou] là bộ phim đình đám hiếm hoi có giá trị cao cấp như vậy cũng như nhiều tầng lớp và sự phong phú mà mọi người sẽ bỏ qua vì đây là một bộ phim hài mà tôi không thể giới thiệu đủ." 
Đội ngũ biên tập của Crunchyroll đã chọn Nichijou là một trong 25 anime hay nhất thập niên 2010 và nhà văn Kara Dennison nhận xét đây là "một bộ truyện về cuộc sống dễ hiểu" có các nhân vật và "phong cách nghệ thuật quyến rũ, khiến bạn không thể rời mắt."